# Lemonweir, Wisconsin
Lemonweir là một thị trấn thuộc quận Juneau, tiểu bang Wisconsin, Hoa Kỳ. Năm 2010, dân số của thị trấn này là 1.670 người.